# Laborie (dystrykt)

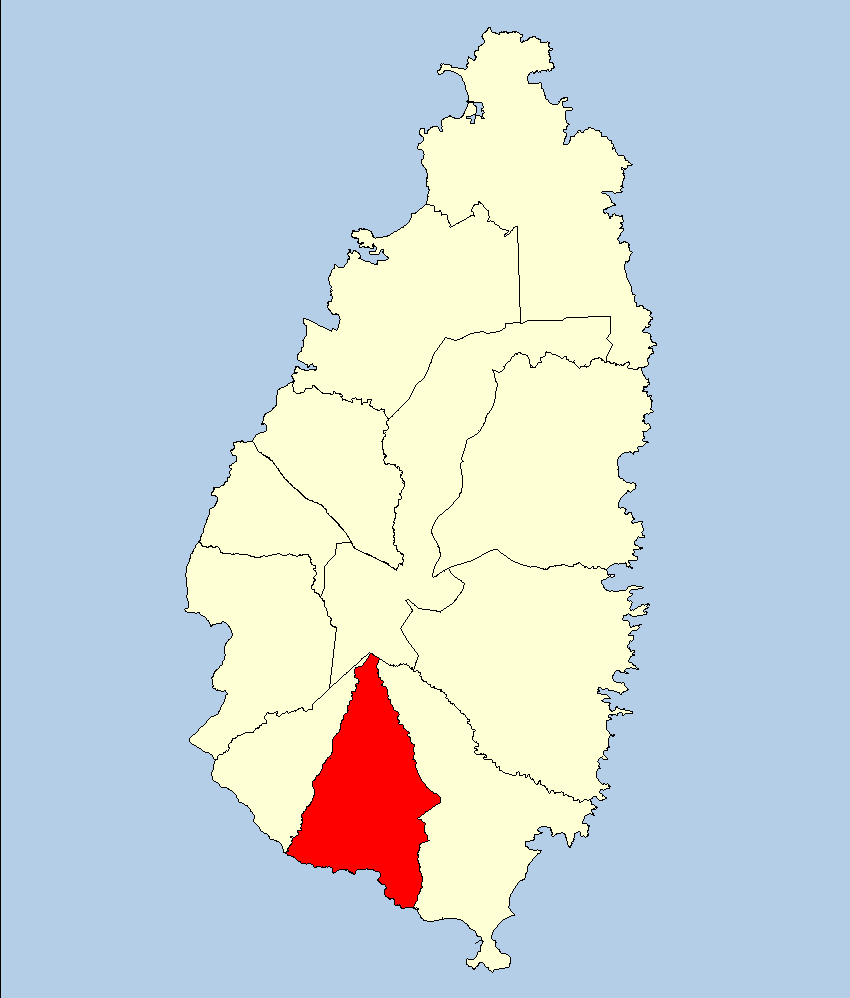
Dystrykt Laborie

Laborie – jeden z 11 dystryktów w Saint Lucia, zajmuje powierzchnię 38 km². Liczba ludności to 7978, a gęstość zaludnienia wynosi 209,9 osób/km². Stolicą dystryktu jest Laborie.